# Serie A1 2005-2006 (pallamano maschile)
La Serie A1 è stata la seconda divisione del campionato italiano di pallamano maschile per la stagione sportiva 2005-2006.
Il campionato fu vinto dalla Pallamano Sassari che ha sconfitto nella finale playoff la Pallamano Junior Fasano.

## Formula
È stato disputato un girone composto da 12 squadre con partite di andata e ritorno. Le squadre classificatesi nei primi quattro posti al termine della stagione giocano i playoff per la promozione in Serie A Élite.
Le squadre classificatesi agli ultimi due posti al termine della stagione furono retrocesse in serie A2 nella stagione successiva.

## Squadre partecipanti
- Bozen
- Rapid Nonantola
- Mezzocorona
- Jchnusa Sassari
- CUS Palermo
- Regalbuto

- Alcamo
- Haenna
- Romagna
- Teramo
- Dorica Ancona
- Junior Fasano

## Classifica
|  | Pos. | Squadra         | Pt | G  | V  | N | S  | GF  | GS  | D    |
|  | ---- | --------------- | -- | -- | -- | - | -- | --- | --- | ---- |
|  | 1.   | Jchnusa Sassari | 53 | 22 | 17 | 2 | 3  | 797 | 627 | +170 |
|  | 2.   | Junior Fasano   | 48 | 22 | 15 | 3 | 4  | 668 | 545 | +123 |
|  | 3.   | Rapid Nonantola | 43 | 22 | 14 | 1 | 7  | 662 | 602 | +60  |
|  | 4.   | Mezzocorona     | 40 | 22 | 12 | 4 | 6  | 717 | 680 | +37  |
|  | 5.   | Bozen           | 40 | 22 | 13 | 1 | 8  | 668 | 578 | +90  |
|  | 6.   | Haenna          | 37 | 22 | 12 | 1 | 9  | 720 | 713 | +7   |
|  | 7.   | Dorica Ancona   | 33 | 22 | 11 | 0 | 11 | 628 | 590 | +38  |
|  | 8.   | Teramo          | 33 | 22 | 10 | 3 | 9  | 717 | 694 | +23  |
|  | 9.   | Romagna         | 26 | 22 | 8  | 2 | 12 | 611 | 630 | -19  |
|  | 10.  | Regalbuto       | 23 | 22 | 7  | 2 | 13 | 565 | 661 | -96  |
|  | 11.  | CUS Palermo     | 6  | 22 | 2  | 0 | 20 | 571 | 812 | -251 |
|  | 12.  | Alcamo          | 4  | 22 | 1  | 1 | 20 | 534 | 725 | -191 |

Legenda:

      Playoff promozione
      Retrocessione

## Playoff promozione

### Semifinali
| Squadra 1       | Squadra 2   | Gara 1      | Gara 2  | Totale  |
| --------------- | ----------- | ----------- | ------- | ------- |
| Jchnusa Sassari | Mezzocorona | Mezzocorona | Sassari | 69 - 65 |
| Jchnusa Sassari | Mezzocorona | 30 - 32     | 39 - 33 | 69 - 65 |

| Squadra 1     | Squadra 2       | Gara 1    | Gara 2  | Totale  |
| ------------- | --------------- | --------- | ------- | ------- |
| Junior Fasano | Rapid Nonantola | Nonantola | Fasano  | 57 - 51 |
| Junior Fasano | Rapid Nonantola | 27 - 24   | 30 - 27 | 57 - 51 |

### Finale
| Squadra 1       | Squadra 2     | Gara 1  | Gara 2  | Totale  |
| --------------- | ------------- | ------- | ------- | ------- |
| Jchnusa Sassari | Junior Fasano | Fasano  | Sassari | 61 - 61 |
| Jchnusa Sassari | Junior Fasano | 30 - 36 | 31 - 25 | 61 - 61 |

## Verdetti
- :  Jchnusa Sassari promossa in Serie A Élite 2006-2007
- Alcamo,  CUS Palermo: retrocesse in Serie A2 2006-2007.